# Mariora Popescu
Mariora Popescu (9 de noviembre de 1962) es un ex remera de Rumanía. Ganó una medalla de oro en doble scull con su compañera Elisabeta Lipă (entonces llamada Elisabeta Oleniuc) en los Juegos Olímpicos de Los Ángeles 1984 y otra medalla de oro en los Juegos Olímpicos de Atlanta 1996 en la especialidad del ocho.